# Microdynerus bakerianus
Microdynerus bakerianus är en stekelart som först beskrevs av Cameron 1908.  Microdynerus bakerianus ingår i släktet Microdynerus och familjen Eumenidae. Inga underarter finns listade i Catalogue of Life.